# Komedie omylů

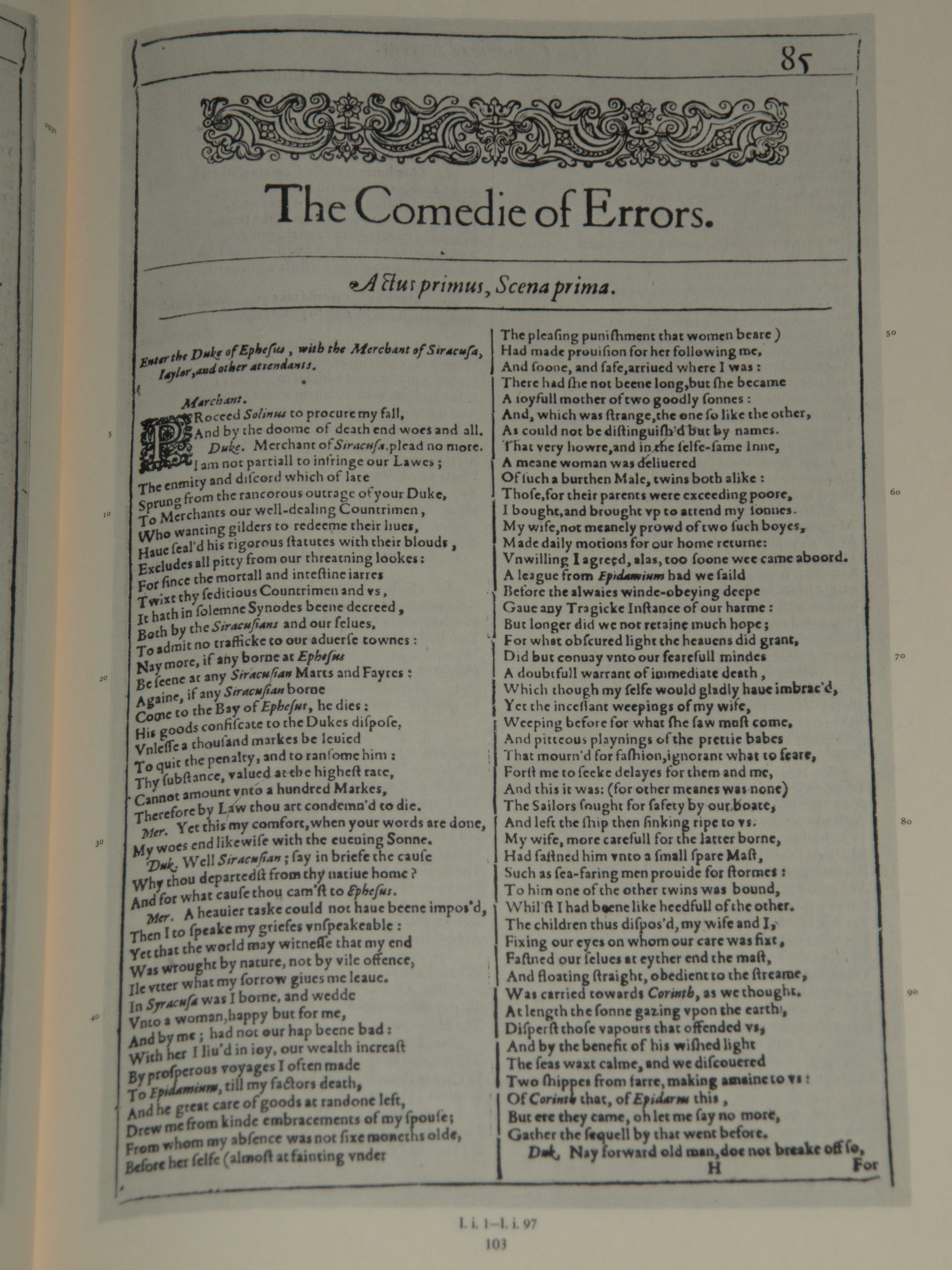
Faksimile první strany Komedie úmylů z vydání z roku 1623.

Komedie omylů, někdy také Komedie plná omylů (z angličtiny The Comedy of Errors) je komedie Williama Shakespeara z roku 1593. Autor zde volně čerpal z klasické komedie Menéchémové římského dramatika Plauta. Jde o první autorovu komedii, která je zároveň i jeho nejkratší komedií. Žánrově se jedná o situační frašku, v níž vystupují dvě dvojice dvojníků (dvojčat), které rozehrávají kolotoč zaměněných identit, v hře nikdo neví, kdo je kdo. Na konci je veškerá absurdita objasněna.
Do češtiny přeložili: Josef Václav Sládek, František Vrba, Martin Hilský.

## Postavy
- Solinus, efeský vévoda
- Egeon, kupec ze Syrakus
- Emilie, jeho ztracená žena, nyní abatyše v Efesu
- Antifolus Efeský a a Antifolus Syrakuský, bratři dvojčata, synové Egeona a Emilie
- Dromio Efeský a Dromio Syrakuský, bratři dvojčata, každý slouží odpovídajícímu Antifolovi
- Adriana, manželka Antifoluse Efeského
- Luciana, její sestra
- Lucka, služka
- Baltazar, kupec
- Angelo, zlatník

## Děj

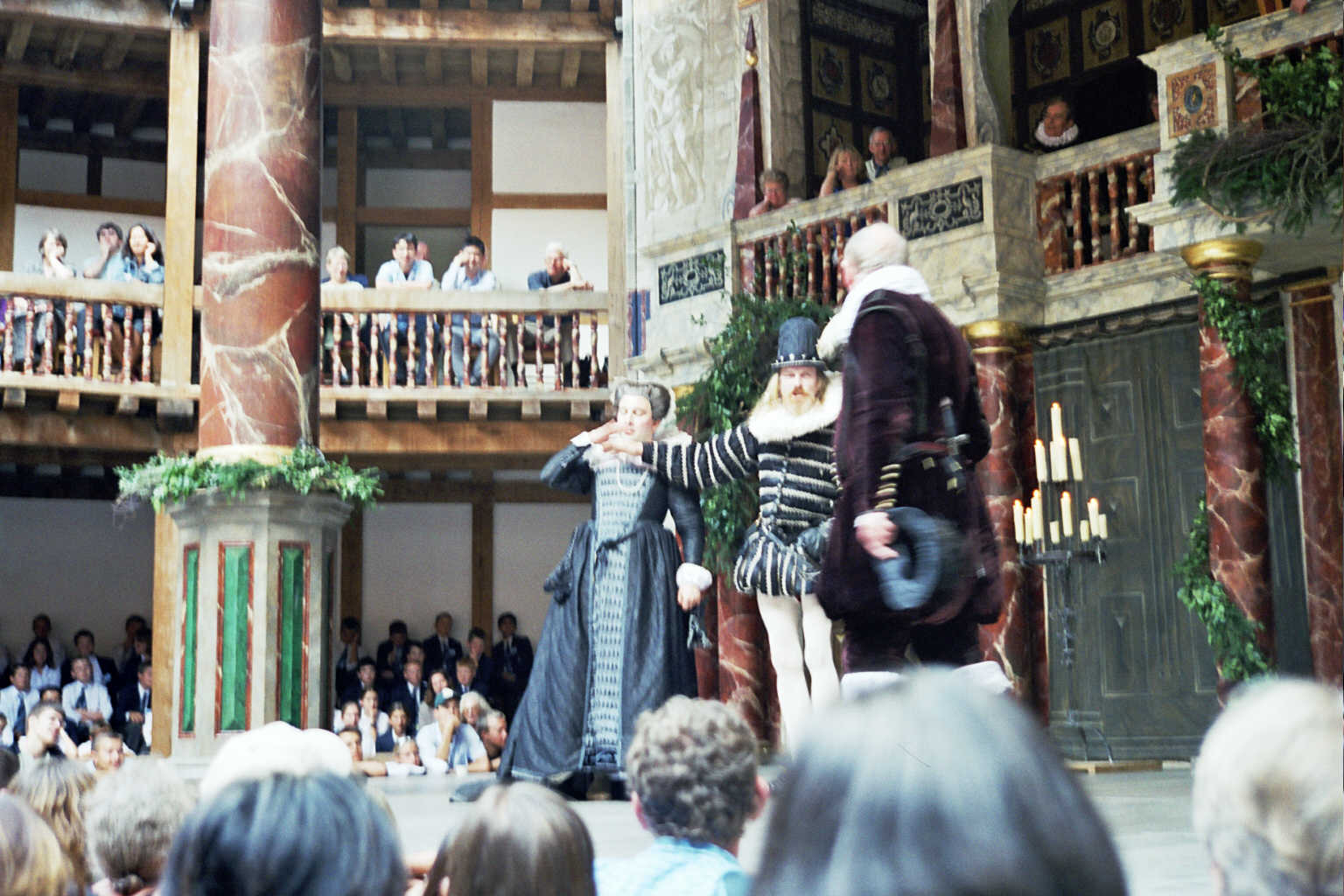
Představení v divadle Globe v roce 2002.

Komedie se odehrává v Efesu (přístav v Asii). Kupec ze Syrakus, Egeon, omylem připlul do Efesu, kam mají Syrakusané zákaz vstupu. Solinus, vévoda efeský, mu umožní vstup, pokud za den sežene 1000 marek jako výkupné; pokud peníze nesežene, tak bude popraven. Egeon mu vyprávěl svůj životní příběh, měl dva syny, dvojčata, a také dva sluhy, taktéž dvojčata, kteří byli dokonce stejně staří jako jeho synové. Všichni žili v Syrakusách, kupec byl stále na cestách a kupcova manželka i se syny za ním přijela. Stýskalo se jí po domově, když pluli domů, překvapila je bouře. Za bouře se přivázali ke stěžňům, loď se ale v půli rozlomila a manželku s jedním synem a sluhou již nespatřil. Otec hledal syna, pět let v Řecku, potom v Asii a nakonec zakotvil v Efesu.
V druhé dějové linii vystupují dvojčata Antifolus Efeský a Antifolus Syrakuský, kupcovi synové, a dva sluhové, Dromio Efeský a Dromio Syrakuský.
Antifolus Efeský měl ženu Adrianu, Adriana má sestru Lucianu. Antifolus Efeský koupil ženě zlatý řetízek, ale zlatník ho omylem dal jeho dvojčeti Antifoliovi Syrakuskému, ale peníze chtěl po jeho bratrovi, ten odmítl zaplatit za něco, co nedostal, a tak skončil ve vězení. Adriana omylem obědvala s Antifoliem Syrakuským, považovala jej totiž za svého chotě, ten ji jako ženu oprávněně zapřel a dvořil se její sestře Lucianě. Adriana zanedlouho vyhnala svého skutečného manžela (Antifolia Efeského), protože na něj, kvůli jeho dvojčeti, měla vztek. S postavami sluhů vzniká mnoho humorných situací, protože sluhové si pletou své pány a páni si pletou své sluhy, a tak nebozí sluhové často dostávají výprask.
Komedie končí pomocí prvku deus ex machina, a sice příchodem abatyše (kupcova manželka), která chrání Antofolia Syrakuského před Adrianou, která na něj neoprávněně žárlí, jelikož ho považuje za svého chotě, který se dvoří její sestře. Všichni se nakonec shledají před klášterem a udobří se, vévoda kupci udělí milost a rodina je opět šťastně pohromadě.

## Filmová adaptace
- 1983 Komedie plná omylů Anglický televizní film. Režie: James Cellan Jones; hrají: Cyril Cusack, Roger Daltrey, David Kelly, Ingrid Pitt.